# Klaus Krüger (Schauspieler)
Klaus Krüger (* 28. Juni 1931 in Rastenburg, Ostpreußen; † 28. August 1995 in Deutschland) war ein deutscher Schauspieler bei Bühne, Film und Fernsehen.

## Leben und Wirken
Krüger studierte Germanistik und Geschichte und sammelte anschließend erste praktische Erfahrungen als Regieassistent. Nebenbei ließ er sich bei Marlise Ludwig in Berlin zum Schauspieler ausbilden. Nach seinem Theaterdebüt in Bremen folgten Verpflichtungen an mehreren kleinen Boulevardtheater-Spielstätten in München (Kleine Komödie, Lore-Bronner-Bühne, Die kleine Freiheit etc.), wo er sich auch niederließ.
In dem legendären Fernsehthriller Flug in Gefahr, in dem er noch eine winzige Rolle spielte, gab Krüger sein Debüt vor einer Kamera. Es folgten die kommenden zweieinhalb Jahrzehnten eine Fülle von mittelgroßen Rollen in Fernseh- aber auch einigen (minder wichtigen) Kinofilmen, wobei der Wahl-Münchner vor allem Episodenrollen in überwiegend vom ZDF in der bayerischen Landeshauptstadt produzierten Krimiserien wie Das Kriminalmuseum, Der Kommissar, Derrick und Der Alte übernahm. Außerdem war er einer der am häufigsten besetzten Darsteller in den Filmfällen der Fernsehfahndungssendereihe Aktenzeichen XY... ungelöst.
Klaus Krüger war mit der Schauspielerin Edith Kunze (* Dresden 15. September 1926), seiner Filmpartnerin in der Jugendfilmreihe Anschi und Michael, verheiratet. Mit ihr hatte er eine Tochter.

## Filmografie
- 1964: Flug in Gefahr
- 1964–68: Das Kriminalmuseum (mehrere Folgen)
- 1965: Oberst Wennerström (TV-Zweiteiler)
- 1966: Raumpatrouille (Fernsehserie – Folge 6)
- 1966: Die seltsamen Methoden des Franz Josef Wanninger (eine Folge)
- 1966: Üb immer Treu nach Möglichkeit (eine Folge)
- 1966–67: Die fünfte Kolonne (mehrere Folgen)
- 1967: Ein Riß im Eis
- 1968: Da capo
- 1968: …soviel nackte Zärtlichkeit
- 1969: Der Fall Liebknecht-Luxemburg
- 1970: Wie sag’ ich’s meinem Kinde?
- 1971: Astrologie und Sexualität – Horoskope der Liebe
- 1972, 1976: Der Kommissar (zwei Folgen)
- 1974: Alexander und die Töchter
- 1975: Mordkommission (eine Folge)
- 1976: Anschi und Michael
- 1976: Die liebe Familie
- 1975–85: Derrick (mehrere Folgen)
- 1977, 1986: Polizeiinspektion 1 (zwei Folgen)
- 1978–86: Der Alte (mehrere Folgen)
- 1990: SOKO München (eine Folge)